# Raboso (torrente)
Il torrente Raboso è un corso d'acqua della provincia di Treviso.
Nasce sulle pendici del monte Cimon (Prealpi Bellunesi), attraversa Guia di Valdobbiadene, Col San Martino di Farra di Soligo e Sernaglia della Battaglia. Poco dopo quest'ultima, si getta nel Piave.
Sembra che il fiume dia il nome all'omonimo vino, prodotto nella zona.